# ベルムSK
ベルムSK（ノルウェー語: Bærum Sportsklubb）は、ノルウェーの南東部、アーケシュフース県の都市ベルムのサンドヴィカ地区に本拠地を置くサッカークラブである。1910年に設立。